# 黒帯 (お笑い)
黒帯（くろおび）は、吉本興業（大阪本社）所属のお笑いコンビ。2010年結成。NSC大阪校32期出身扱い。松竹タレントスクール出身で、以前は松竹芸能へ所属していた。

## メンバー
- 大西 進（おおにし すすむ、1988年1月31日[2] - ）（37歳）
  - ボケ（時にツッコミ）担当、立ち位置は向かって左。
  - 大阪府東大阪市出身。摂南大学卒業。
  - 身長176cm[3]、体重66kg[1]。血液型B型。
  - 趣味・特技はお笑い。
  - 塩顔。神経質。VIOの脱毛経験があるが、現在は元通り。
  - 一人暮らしの経験がなく、実家暮らしを続けている。
  - 今までに約40種類のアルバイト経験がある。
  - 「脱竹」の生みの親を自称する[4]。
  - 冬は布団ではなくコタツで寝る。
  - コロナ禍をきっかけに、飲酒を始めた。
- てらうち（1987年6月18日[2] - ）（38歳）
  - ツッコミ（時にボケ）担当、立ち位置は向かって右。
  - 本名および旧芸名：寺内 智紀（てらうち ともき）
  - 大阪府東大阪市出身。桃山学院大学卒業。
  - 身長170cm[3]、体重70kg[1]。血液型A型。
  - ニヤケ面。視力は0.1以下。
  - 趣味は映画鑑賞。
  - 2020年春以降、金髪にしてピアスを開けている。2021年の春以降は髪を伸ばしている。
  - 2023年5月頃まで、しげみうどん、大二（ナナ）とシェアハウスで共同生活を営んでいた。大二の加入以前は、さかけん（帝国チーズグラタン）も暮らしていた。
  - 2020年9月から「焼きうどんちゃん」という名前の蛇を飼育している。名前の由来は、元同居人のさかけんが好きな食べ物。黙って蛇を飼い出した際、少し抵抗を見せたさかけんに慣れてもらうために付けた。
  - 2021年4月から、YouTubeの個人チャンネルで「SEKIRO」の生配信を行っている。
  - 2021年7月15日、Twitterをやめた。SNSが多すぎて見てる時間がもったいないというのが理由で、やめる際はしげみうどん（元キャタピラーズ）がその旨をツイートした。その後、2024年11月に再びアカウントを開設している[5]。

## 来歴
- 金光八尾高等学校の柔道部で出会う。高校2年生の頃に部活をサボってアルバイトをしたことが露見し、顧問から坊主頭にするよう言われたものの、2人とも言いつけを無視して登校し、程なくして退部した。コンビ名の由来は、2人とも柔道初段の黒帯保持者であること。
- 2009年10月、松竹芸能タレントスクールへの入学と共に結成。吉本興業所属後はNSC大阪校32期（2009年4月入学）と同期扱いとなるため[3]、芸歴のカウントは2010年4月からになっている[2]。
- 2014年4月に松竹芸能を退所。
- 2015年9月、オーディションに合格し吉本興業入門。
- 2020年7月から、毎週火曜・木曜・土曜の週3回YouTubeを更新している。

## エピソード
- 松竹芸能時代は、かつて同社所属だったさらば青春の光と仲が良かった。その後、吉本興業へ入ってからは金属バット、ヒューマン中村、マイスイートメモリーズ、牛ぺぺ、黒木すず（スーズ）、と交流がある。
- 大西は、「本当に面白い芸人」として他事務所のハクション中西・ヤングの名前を挙げている。
- 2人とも非喫煙者。また、AVでは痴女モノ、ギャル系を好む。

## 出囃子
- 電気グルーヴ「ポケット カウボーイ」

## 芸風
主に漫才。てらうちが強いツッコミを苦手としているため、大西の大喜利色の強い変化球なボケをいなすようにツッコむネタが多い。ネタは喫茶店にて2人で作成している。

## 出演

### 現在

#### テレビ
- ミキBASE（毎日放送）- 不定期出演
- カベポスター・天才ピアニスト・フースーヤのワチャラチャ忍忍（サンテレビ）- 不定期出演

#### ラジオ
- 黒帯の黒帯会議（YouTube）- 日曜更新。かつては毎週更新であったが、『黒帯のブロンドスポーツ脚研究会』の放送開始に伴い、2024年5月より不定期更新に変更。
- 黒帯の裏黒帯会議（Artistspoken、2022年12月27日 - ）[6]
- 黒帯のブロンドスポーツ脚研究会（ラジオ関西Podcast、2024年4月9日 - ）[7]

### 過去
テレビ
- さや香・ラニーノーズ・ネイビーズアフロのバツウケテイナーR（サンテレビ）- 不定期出演

## 賞レースでの戦績

### M-1グランプリ
| 年度             | 結果         | エントリー No. | 会場                       | 日程     | 備考           |
| ---------------- | ------------ | -------------- | -------------------------- | -------- | -------------- |
| 2010年（第10回） | 1回戦敗退    | 不明           | 【大阪】HEP HALL           | 9月23日  | アマチュア時代 |
| 2015年（第11回） | 2回戦進出    | 717            | 【大阪】テイジンホール     | 10月6日  |                |
| 2016年（第12回） | 3回戦進出    | 1452           | 【京都】よしもと祇園花月   | 10月20日 |                |
| 2017年（第13回） | 3回戦進出    | 1347           | 【大阪】よしもと漫才劇場   | 10月25日 |                |
| 2018年（第14回） | 準々決勝進出 | 344            | 【大阪】なんばグランド花月 | 11月5日  |                |
| 2019年（第15回） | 準々決勝進出 | 2351           | 【大阪】なんばグランド花月 | 11月18日 |                |
| 2020年（第16回） | 準々決勝進出 | 2189           | 【大阪】なんばグランド花月 | 11月16日 |                |
| 2021年（第17回） | 準々決勝進出 | 2028           | 【大阪】なんばグランド花月 | 11月10日 |                |
| 2022年（第18回） | 準々決勝進出 | 2853           | 【大阪】なんばグランド花月 | 11月15日 |                |
| 2023年（第19回） | 準々決勝進出 | 2315           | 【大阪】なんばグランド花月 | 11月20日 | 1回戦シード    |
| 2024年（第20回） | 準々決勝進出 | 4806           | 【大阪】なんばグランド花月 | 11月20日 | 1回戦シード    |

### その他
- キングオブコント2015 1回戦敗退[9]
- キングオブコント2016 2回戦進出[10]
- キングオブコント2017 1回戦敗退[11]
- キングオブコント2019 2回戦進出[12]
- よしもと漫才劇場グランドバトル 2022年12月度 総合優勝[13]

## ライブ

### 単独ライブ
| 開催                                         | タイトル                                                     | 会場 | 備考 |
| -------------------------------------------- | ------------------------------------------------------------ | --- | --- |
| 2015年4月23日                                | 黒帯単独ライブ「命」                                         | 道頓堀ZAZA POCKET'S | |
| 2016年12月20日                               | 黒帯単独ライブ「よしもと漫才劇場スーパーエース」             | よしもと漫才劇場 | |
| 2017年3月26日                                | 黒帯単独ライブ「おもろい漫才提供するで、好みあるやろうけど」 | 道頓堀ZAZA HOUSE | |
| 2017年10月28日                               | 黒帯単独ライブ「らーめん」                                   | よしもと漫才劇場 | |
| 2019年11月4日・12月3日・2020年1月5日・2月2日 | 「黒帯単独」                                                 | 道頓堀ZAZA POCKET'S | |
| 2020年12月30日                               | 「黒帯大感謝祭」                                             | よしもと漫才劇場 | 吉本興業が新型コロナウイルス感染防止及び政府の方針に則り、19時以降に開演予定の公演の開催を自粛を決定した為中止。                                                      |
| 2021年3月4日 - 6月5日                        | 黒帯単独ライブ「ネタサボってんじゃねぇよ」                   | 3月4日 : 森ノ宮よしもと漫才劇場 4月4日 : よしもと漫才劇場 6月5日 : よしもと有楽町シアター | ゲスト 3月4日 : パーフェクト・ダブル・シュレッダー 4月4日 : ZUMA 6月5日 : オズワルド                                                                                  |
| 2023年6月30日                                | 黒帯なんばグランド花月初単独「黒帯って何がおもろいの?」      | なんばグランド花月 | ゲスト アーネスト 鬼としみちゃむ 牛ぺぺ 翠星チークダンス ZUMA マイスイートメモリーズ テコンドー近藤（センリーズ） 武智（スーパーマラドーナ） 藤本聖（元ジュリエッタ） |
| 2023年10月1日                                | 黒帯ルミネtheよしもと初単独「黒帯って何がおもろいの?」       | ルミネtheよしもと | |
| 2024年2月25日 - 9月3日                       | 黒帯単独ライブ2024「ネタサボってんじゃねえよ」               | 2月25日 : よしもと漫才劇場 3月31日 : 沼津ラクーンよしもと劇場 4月20日 : 大須演芸場 5月18日 : よしもと福岡ダイワファンドラップ劇場 7月21日 : エディオン紙屋町ホール 8月15日 : ルミネtheよしもと 9月3日 : なんばグランド花月 | ゲスト 3月31日 : もも 4月20日 : 鬼としみちゃむ 5月18日 : カベポスター 7月21日 : 囲碁将棋 8月15日 : Dr.ハインリッヒ 9月3日 : 金属バット                                |
| 2025年3月20日                                | 黒帯単独ライブ「面白お兄さん」                               | よしもと漫才劇場 | |

### その他の主なイベント
- 「黒帯会議」(道頓堀ZAZA POCKET'Sで2018年9月以降月1ペースで開催。その後2021年7月からは毎月森ノ宮よしもと漫才劇場で開催。)
- 「terauchi寄席」（てらうち主催のライブ。よしもと漫才劇場で開催。レギュラーメンバーは黒帯、Dr.ハインリッヒ、金属バット、デルマパンゲ、コウテイ、黒木すず（スーズ）。）
- 「黒リッヒ」（Dr.ハインリッヒとのネタ&コーナーライブ。道頓堀ZAZA BOX、よしもと漫才劇場、よしもと祇園花月で開催。）
- 「漫才至上主義」（シシガシラ、ダイヤモンド、チェリー大作戦とのユニットライブ。東西それぞれで行っており、東京はヨシモト∞ホール、大阪はよしもと漫才劇場にて開催。）
- ネタバトルイベント「あのスト」（ヒューマン中村、Dr.ハインリッヒ、パーフェクト・ダブル・シュレッダー、ハブシセン、てんしとあくま、ロングコートダディとのネタバトルライブ。主に道頓堀ZAZA HOUSEで開催。）
- 「金属・黒帯のダルガラミ」（金属バットと共に毎回ゲスト1組を招いて行うトークライブ。ポストよしもとで開催。）
- 「ハブシセンの漫才最強」（ハブシセン、金属バット、シカゴ実業を含めた4組によるライブ。よしもと祇園花月で開催。）
- 「漫才漫才×コントコント」（マイスイートメモリーズ主催、金属バット、イノシカチョウを含めた4組によるユニットライブでよしもと漫才劇場にて開催。）
- 「アングライブ」
- 「のりこ」（マイスイートメモリーズとのネタ&コーナーライブ。）
- 「黒帯ネタLIVE」→「黒帯のディープキッス」（2023年より黒帯会議に替わる形で、ゲストを1組招いて行うネタとトークのライブ。4月15日開催回からタイトルを改称。よしもと漫才劇場で開催。）
- 「三軍の金帯」（金属バット、三遊間、軍艦とのユニットライブ。よしもと漫才劇場で開催。）
- 「黒帯が新ネタをやるライブ」（ゲスト数組を招き、黒帯が新ネタを披露するネタライブ。2024年1月より、道頓堀ZAZA POCKET'S、新世界ZAZA HOUSE等で開催。）
- 「四軍の黒帯」（ゲスト扱い。マイスイートメモリーズ、鬼としみちゃむ、牛ぺぺ、翠星チークダンスのユニットライブ。三軍の金帯のパクリであることを公言している。新世界ZAZA HOUSE、森ノ宮よしもと漫才劇場で開催。）
- 「yuzuru譲ライブ」（黒帯会議「森ノ宮企画ライブ会議」にて公式にアクリルスタンドを譲れるライブとして考案されたライブ。譲メンバーとしてダブルアート、セルライトスパ、ラビットラ、チェリー大作戦、真輝志、ヒューマン中村、求メンバーとしてダブルヒガシ、浜田順平（カベポスター）、フースーヤが出演。2025年4月25日、森ノ宮よしもと漫才劇場で開催。）

## 参考
- “第63回　黒帯の黒帯会議｢ウィキペディアの回｣”. 黒帯の黒帯会議. 2018年4月8日. 黒帯会議Youtubeチャンネル.